# Jakob Zanzolus Baradaeus
Jakob Zanzolus Baradaeus eller Baradai ("Jakob med hästtäcket") född i början av 500-talet, död 30 juli 578, var ett helgon, undsättare och beskyddare av den syrisk-ortodoxa kyrkan under 500-talet.
Baradai var en syrisk munk, och blev 541 biskop i Edessa. Han organiserade den från rikskyrkan separerade monofysitiska kyrkan i Syrien, och hans anhängare kallades även jakobiter.
Han är ett helgon som vördas högt av syrisk-kristna kyrkan men är inte grundaren och därför avvisar kyrkan benämningen "jakobiter" eller "jakobitisk".